# Erythrina herbacea
Erythrina herbacea är en ärtväxtart som beskrevs av Carl von Linné. Erythrina herbacea ingår i släktet Erythrina och familjen ärtväxter. Inga underarter finns listade i Catalogue of Life.

## Bildgalleri

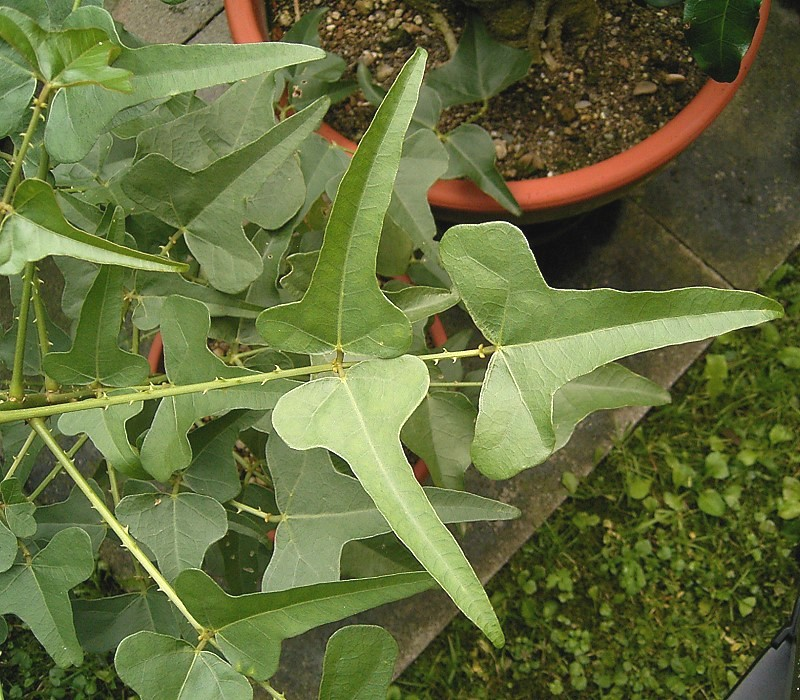
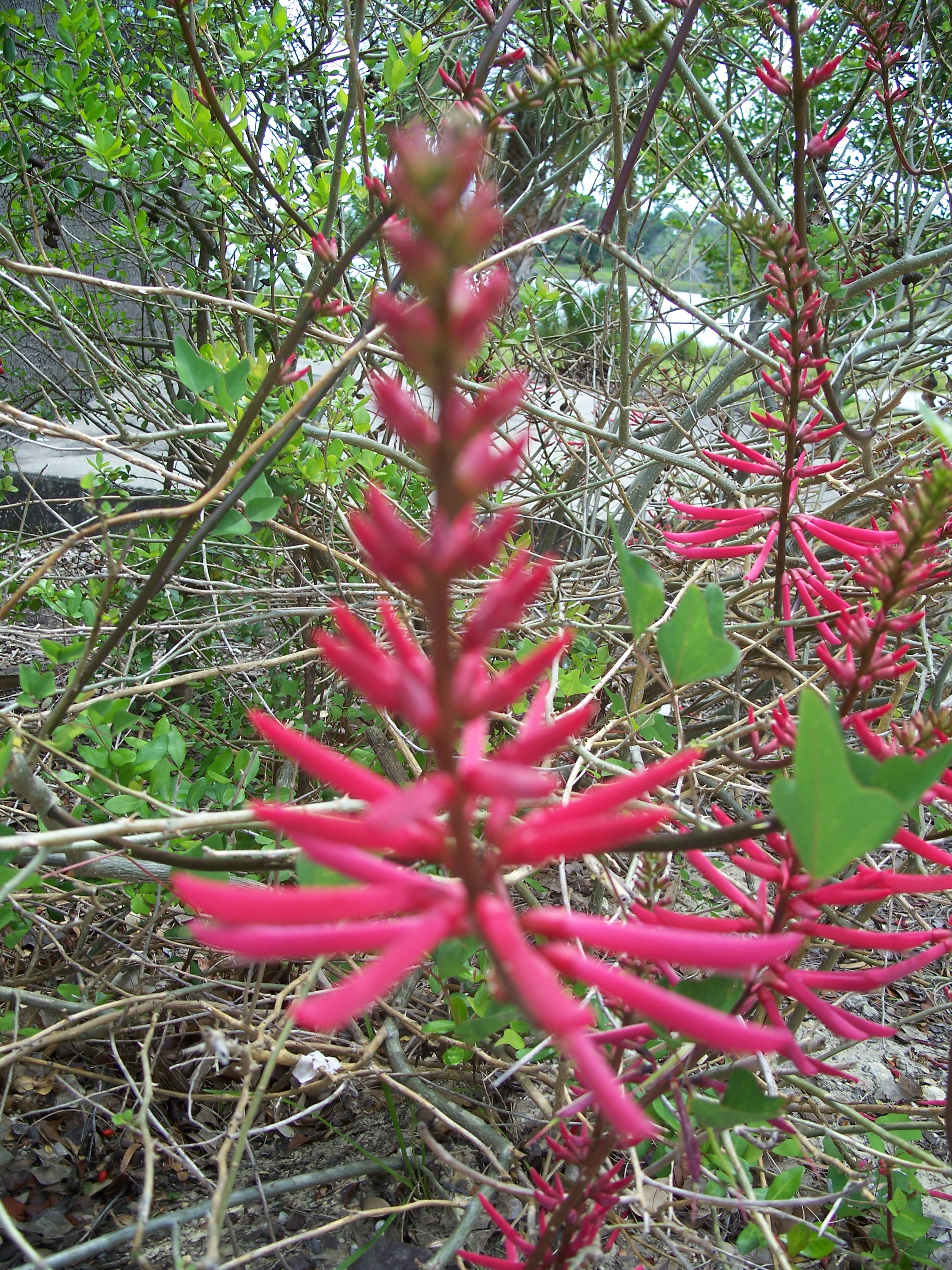
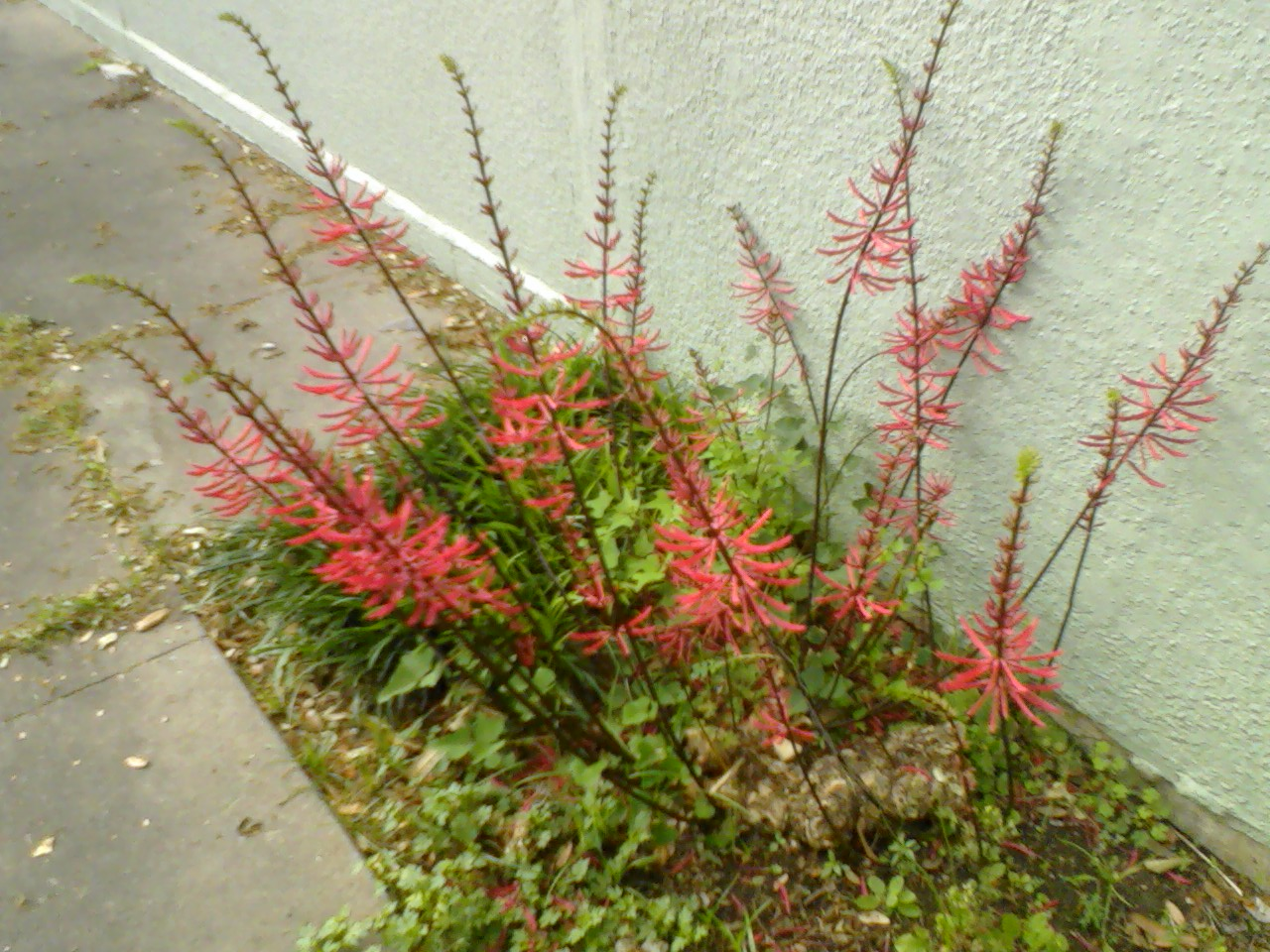
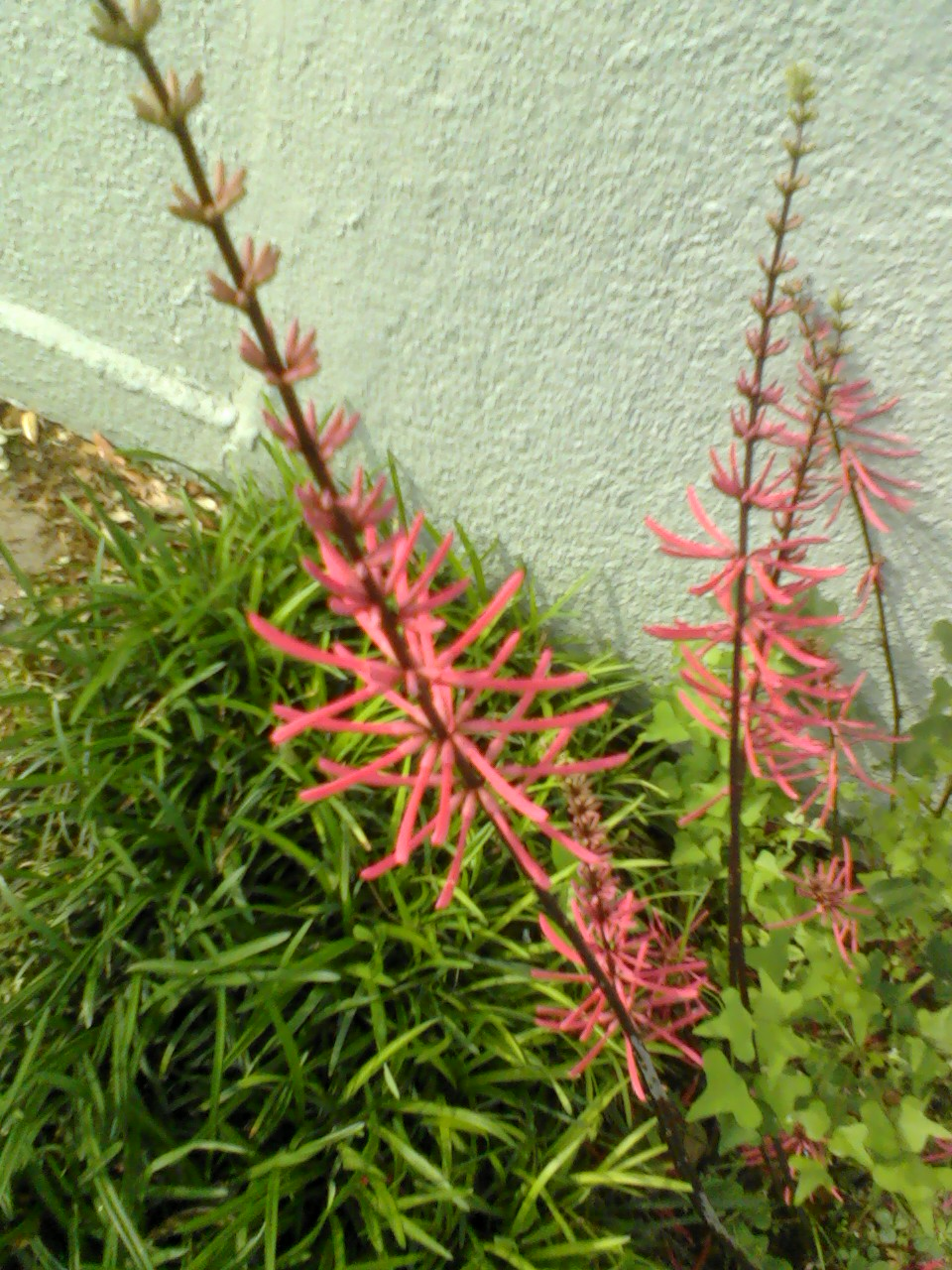